# Beiro
Le Beiro est une rivière espagnole, affluent du Genil, donc sous-affluent du Guadalquivir.